# Station Nurzec
Station Nurzec is een spoorwegstation in de Poolse plaats Nurzec-Stacja.